# اچ‌ام‌اس اورانیا (آر۰۵)
اچ‌ام‌اس اورانیا (آر۰۵) (به انگلیسی: HMS Urania (R05)) یک کشتی است. این کشتی در سال ۱۹۴۳ ساخته شد.